# Улдин
Улдин (лат. Uldin; умер в октябре 409 или 412) — правитель части гуннов, которые находились на севере Нижнего Дуная. Возглавлял западных гуннов во время правления императоров Аркадия (394—408) и Феодосия II (408—450).

## Биография
Впервые Улдин стал известен римлянам в декабре 400 года. Первоначально он был правителем в Мунтении (совр. Румыния). Когда мятежный римский полководец Гайна восстал, то Улдин победил его, казнил и отослал отрубленную голову в Константинополь византийскому императору Аркадию, за что получил щедрое вознаграждение.
Отряды Улдина нападали на территорию Мёзии зимой 404/405 годов. В 405 году Улдин привёл войско гуннов вместе со своими союзниками скирами и поступил на службу Западной Римской империи и вместе с военным магистром Стилихоном воевал с вторгнувшимся на территорию империи Радагайсом.
В 408 году он снова отправился в поход в Мёзию, но после первых успехов его наступление было отбито. Многие гунны и их союзники попали в плен, а Улдин был вынужден отступить. Он скончался в 409 или 412 году, после его смерти государство гуннов распалась на три части.